# 列奧尼夫卡 (盧吉尼區)
51°2′21″N 28°13′42″E / 51.03917°N 28.22833°E
列奧尼夫卡（烏克蘭語：Леонівка），是烏克蘭北部的村莊，隸屬日托米爾州的科羅斯滕區。該村處於克列姆涅河畔，始建於1880年，面積1.42平方公里，海拔高度192米，2001年人口233。